# Pablo Ubarri
Pablo Ubarri y Capetillo (Santurce, 1824-Madrid, 1894) fue un político y empresario español, activo en la isla de Puerto Rico.

## Biografía
Nació en la localidad vizcaína de Santurce el 22 de junio de 1824. A los dieciocho años de edad emigró a la isla de Puerto Rico en 1842. En esta estableció el primer ferrocarril en 1879, desde la capital de San Juan al pueblo de Río Piedras, pasando por el Santurce puertorriqueño. En 1882 se le erigió una estatua por suscripción popular. Jefe del batallón de Voluntarios de la capital, aumentó a 14 el número de batallones de la isla y presidió la Diputación Provincial de Puerto Rico, la Cámara de Comercio, la Junta de obras del puerto y el Casino Español, además de ser jefe vitalicio del partido incondicional de Puerto Rico y presidente de la Sociedad anónima de Crédito Mercantil. Ubarri, a quien se le concedió el título nobiliario de conde de San José de Santurce, falleció el 23 de octubre de 1894 en Madrid y fue enterrado en la sacramental de San Justo.